# Emar
Emar (odierna Tell Meskene, Governatorato di Aleppo, Siria) era un'antica città amorrea situata su una grande ansa a metà del fiume Eufrate nella Siria nord-orientale, oggi sulla riva del lago artificiale di Assad. Vi sono state rinvenute numerose tavolette d'argilla con scrittura cuneiforme, il che la rende uno dei principali siti archeologici siriani assieme a Ugarit, Mari e Ebla. In questi testi, datati tra il XIV secolo a.C. e la caduta di Emar nel 1187 a.C., e nei numerosi scavi effettuati fin dagli anni settanta, Emar emerge come importante centro di commercio dell'età del bronzo, grazie alla posizione tra i centri di potere della Mesopotamia Superiore e dell'Anatolia-Siria. A differenza di altre città, le tavolette di Emar, molte delle quali in lingua accadica e risalenti al XIII secolo a.C., non sono reali o ufficiali, ma registrazioni di transazioni private, registrazioni giuridiche, rapporti nel settore immobiliare, matrimoni, ultime volontà e adozioni formali. Nella cassa di un sacerdote, una biblioteca conteneva testi letterari e lessicali sulla tradizione mesopotamica, e testi rituali per i culti locali.

## Storia
Emar era strategicamente posizionata come punto di commercio in cui le merci venivano prelevate dall'Eufrate e dirottate sulle vie di terra. A metà del III millennio a.C. Emar cadde sotto l'influenza dei re di Ebla, nei cui archivi si trovano citazioni della città. Nei testi di Mari del XVIII secolo a.C. (metà dell'età del bronzo), Emar era sotto l'influenza del vicino stato amorreo di Yamkhad. Non esiste una tradizione di re ad Emar. Dal XIII all'XI secolo a.C. (tarda età del bronzo) vi sono anche documentazioni scritte della stessa Emar, molte delle quali in lingua accadica, e suoi riferimenti nei testi contemporanei di Hattusa, Ugarit e negli archivi assiri. In quel tempo Emar era sotto la sfera d'influenza ittita, soggetta al re di Karkemiš, a sua volta soggetta agli Ittiti. Era la capitale di una provincia ittita vicina nota come Terra di Astata a comprendere Tell Fray. Correlando i re di Emar alla nota lista dei re di Karkemiš si ottiene una precisa datazione.
La documentazione scritta ed archeologica terminò alla fine del XII secolo a.C., come risultato del collasso dell'età del bronzo. La data finale di distruzione del sito è stata posta al 1187 a.C., nel secondo anno di regno di re Meli-Shipak II di Babilonia
Il sito rimase desolato lungo gli instabili confini orientali dell'impero romano, ricreato a poca distanza col nome di Barbalissos.  Nel 253 vi si svolse la battaglia di Barbalissos tra i persiani Sasanidi di Shapur I e le truppe romane. La sua storia bizantina prosegue come Barbalissos.

## Archeologia
Gli scavi iniziali di recupero interessarono le fonti della diga Tabqa sul lago El Assad, e furono svolti da due team francesi, nel 1972-76, sotto la direzione di Jean-Claude Margueron. Gli scavi portarono alla luce l'area del tempio che comprendeva il santuario del dio del tempo Ba’al, e forse anche della consorte Astarte, risalente alla tarda età del bronzo (XIII e XII secolo a.C.).
Dopo la conclusione degli scavi francesi, il sito fu abbandonato e fu sistematicamente preda dei tombaroli, portando numerose tavolette d'argilla sui mercati d'antichità estirpandoli dal loro contesto storico. Nel 1992 la Direzione-Generale delle Antichità e dei Musei siriana si prese in carico il sito, e nuove campagne archeologiche portarono alla luce nuovi strati risalenti all metà o all'inizio dell'età del bronzo (seconda metà del III millennio a.C. e prima metà del II) la Imar che viene citata negli archivi di Mari ed altrove. A partire dal 1996, lo sforzo siriano fu affiancato da una squadra dell'Università di Tubinga proveniente dalla Germania.
Fino ad oggi (2011) circa 1100 tavolette in lingua accadica sono state recuperate dal sito, 800 dagli scavi e 300 recuperandole dai mercati. Inoltre sono state rinvenute altre 100 tavolette in lingua hurrita ed una in lingua ittita. Tutte, a parte una, risalgono all'età del bronzo.